# Achatinidae
Achatinidae zijn een familie van weekdieren uit de klasse van de Gastropoda (slakken).

## Taxonomie
De volgende onderfamilies zijn in de familie ingedeeld:
- Onderfamilie Achatininae Swainson, 1840
- Onderfamilie Coeliaxinae Pilsbry, 1907
- Onderfamilie Cryptelasminae Germain, 1916
- Onderfamilie Glessulinae Godwin-Austen, 1920
- Onderfamilie Opeatinae Thiele, 1931
- Onderfamilie Petriolinae Schileyko, 1999
- Onderfamilie Pyrgininae Germain, 1916
- Onderfamilie Rishetiinae Schileyko, 1999
- Onderfamilie Rumininae Wenz, 1923
- Onderfamilie Stenogyrinae R Fischer & Crosse, 1877
- Onderfamilie Subulininae P. Fischer & Crosse, 1877
- Onderfamilie Thyrophorellinae Girard, 1895